# Cabañas de Sayago
Cabañas de Sayago – gmina w Hiszpanii, w prowincji Zamora, w Kastylii i León, o powierzchni 49,77 km². W 2011 roku gmina liczyła 163 mieszkańców.